# Walthamstow
Walthamstow este o suburbie din cadrul regiunii Londra Mare, Anglia, situată în nord-estul aglomerației londoneze. Walthamstow aparține din punct de vedere administrativ de burgul londonez Waltham Forest. 